# Ponteranica
Ponteranica is een gemeente in de Italiaanse provincie Bergamo (regio Lombardije) en telt 6866 inwoners (31-12-2004). De oppervlakte bedraagt 8,4 km², de bevolkingsdichtheid is 868 inwoners per km².

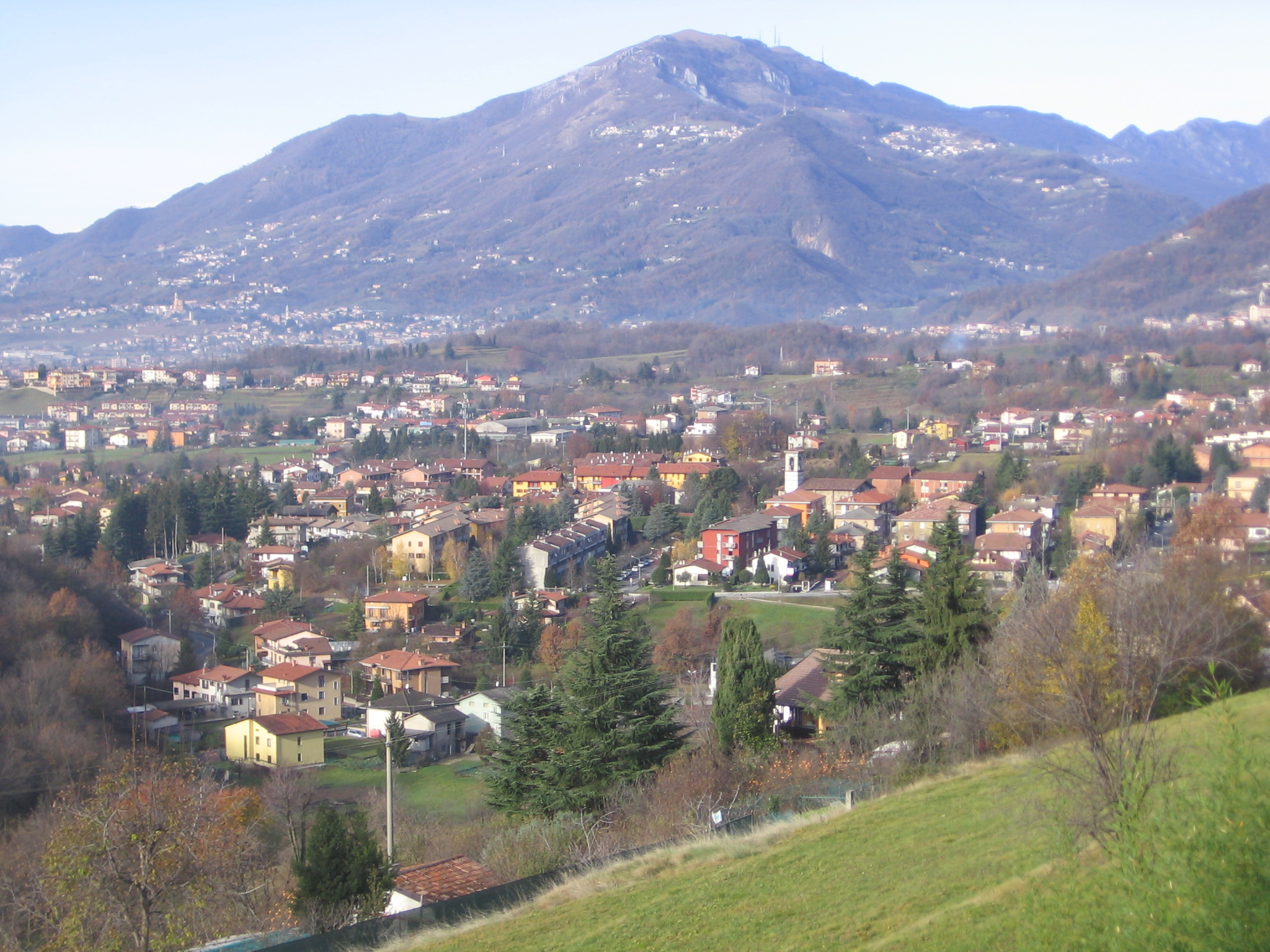
Ponteranica
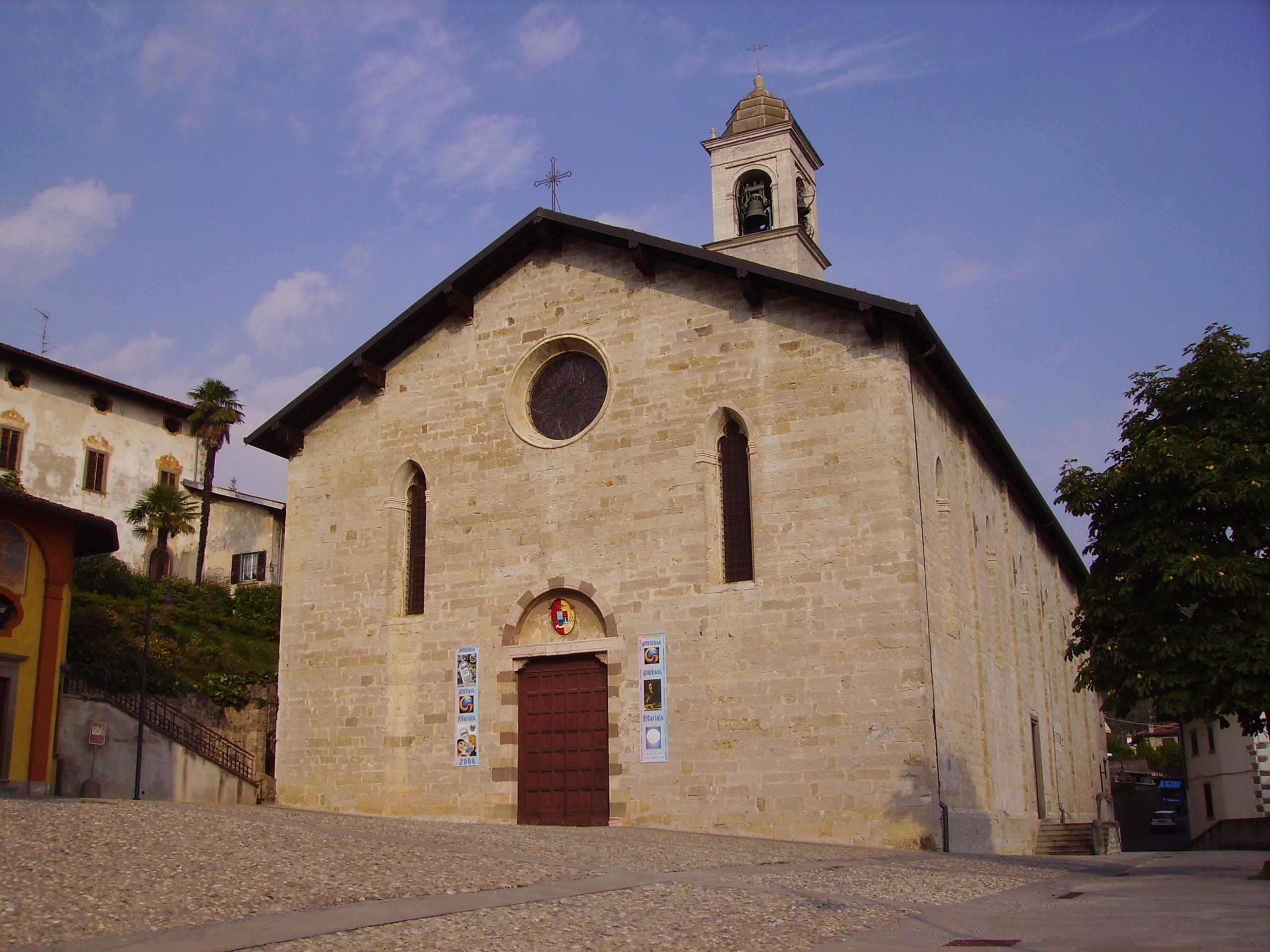
Parochiekerk van St Alessandro en St Vincenzo

## Demografie
Ponteranica telt ongeveer 2709 huishoudens. Het aantal inwoners daalde in de periode 1991-2001 met 2,9% volgens cijfers uit de tienjaarlijkse volkstellingen van ISTAT.
| Jaar | Inwoneraantal |
| ---- | ------------- |
| 1991 | 7084          |
| 2001 | 6878          |
| 2004 | 6866          |

## Geografie
De gemeente ligt op ongeveer 545 m boven zeeniveau.
Ponteranica grenst aan de volgende gemeenten: Alzano Lombardo, Bergamo, Ranica, Sorisole, Torre Boldone, Zogno.